# Красимир Богданов
Красимир Илиев Богданов е български историк и политик, народен представител в XLIV народно събрание от коалиция „Обединени патриоти“ (2017 – 2021) от групата на ВМРО – БНД.

## Биография
Красимир Богданов е роден на 18 октомври 1974 година във Враца. Завършва Строителния техникум, а след това история във Великотърновския университет.
Работи като учител във врачанското СОУ „Христо Ботев“ от 2001 година. От 2003 до 2007 година е общински съветник в Криводол. След това е избран в Общинския съвет на Враца и става негов заместник-председател и член на комисиите по образование, култура, културно-историческо наследство и вероизповедания (2007 – 2011). От 2011 г. е заместник-кмет на Община Враца по образование, култура, спорт и туризъм.
От 2017 до 2021 година е народен представител в XLIV народно събрание. Заместник-председател е на Комисията за външна политика, заместник-председател на Комисията по околната среда и водите и член на Комисията по културата и медиите, както и на временни комисии. Заместник-ръководител е на Делегацията в Парламентарната асамблея на Съвета на Европа. Член е на групите за приятелство с Албания, Румъния, Сърбия, Черна гора, Франция и Уганда. Подпомага връзките в областта на културата, образованието и науката с българските общности в Македония, Албания, Западните покрайнини, Банат и Бесарабия.
Автор е на публикации за освободителните борби на македонските и тракийските българи. Проучва участието в тях на свързани с Врачанския край личности като Кръстьо Българията, Александър Илиев, Маслина Грънчарова и други.
Член е на Македонския научен институт от 2017 година.